# Sky Sport Tennis
Sky Sport Tennis è un canale televisivo italiano, edito da Sky Italia, dedicato al tennis . Il canale era noto fino al 28 giugno 2021 come Sky Sport Collection.
Il 24 novembre 2023 il gruppo Sky sigla a livello europeo accordo quinquennale con ATP e WTA, dal 2024 al 2028, per la trasmissione di oltre 80 tornei ogni anno con più di 4.000 partite di tennis.

## Diritti televisivi

### Tennis
- Davis Cup (principali partite della fase a gironi e della fase finale in diretta non esclusiva fino al 2028)
- Wimbledon (in esclusiva fino al 2028)
- ATP Tour (tutti i tornei Masters 1000, 500 e 250, tutte le partite delle ATP Finals e delle NextGenATP Finals in diretta esclusiva fino al 2028)
- WTA Tour (tutti i tornei WTA1000, WTA500 e WTA250, tutte le partite di WTA Finals e WTA Elite Trophy in diretta esclusiva fino al 2028)
- Premier Padel[3] (fino al 2026)

## Loghi

22 luglio 2019 - 19 settembre 2020
19 settembre 2020 - 28 giugno 2021
In uso dal 28 giugno 2021